# Meire Grove (Minnesota)
Pour les articles homonymes, voir Meire Grove.
Meire Grove est une ville américaine située dans le Comté de Stearns, dans le Minnesota. Selon le recensement de 2010, sa population est de 179 habitants.